# Dasch Sirja
Dasch Sirja (aserbaidschanisch Daş Zirə, russisch Даш-Зиря Dasch-Sirja), auch Wulf genannt, ist eine Insel im Kaspischen Meer. Sie liegt am Ostende der Halbinsel Apscheron, und gehört zur Stadt Baku, der Hauptstadt von Aserbaidschan. Die Insel Dasch Sirja ist eine der Inseln des Archipels von Baku.